# Лугож
Луго́ж (рум. Lugoj) — місто на заході Румунії, у Банаті, у повіті Тіміш. 46 тис. мешканців (2004). Розташоване на обох берегах річки Тіміш. Центр Лугозької єпархії Румунської греко-католицької церкви.

## Історія
Історично Лугож був фортецею. У 1849 році він слугував останнім притулком членів Угорського революційного уряду. Тут переховувався Лайош Кошут та кілька інших лідерів угорської революції перед еміграцією до Османської імперії.

## Господарство
Залізничний вузол. Текстильна (бавовняна, шовкова), харчова (борошномельна, молочна), шкіряно-взуттєва промисловість.

## Відомі мешканці міста
- Бела Лугоші — американський актор Бела Блашко, виконавець ролі Дракули, народився у Лугожі и узяв собі псевдонім на його честь[2].
- Дьордь Куртаг — композитор.
- Лавінія Мілошовіч — гімнастка.
- Август Каніц — ботанік.
- Йозеф Позіпаль — чемпіон світу з футболу 1954